# Турсунов, Достонбек Камилджанович
Достонбек Камилджанович Турсунов (узб. Dostonbek Komiljonovich Tursunov, Dostonbek Komiljon o‘g‘li Tursunov) — узбекистанский футболист, защитник иранского клуба «Эстеглаль Хузестан» и сборной Узбекистана.

## Биография
В первые годы профессиональной карьеры выступал за ферганское «Нефтчи». В 2016 году играл за «Коканд 1912». В первой половине 2017 года играл за бекабадский «Металлург». С 2017 года снова играл в «Нефтчи», где стал капитаном. В декабре 2018 года перешёл в японскую «Ренофа Ямагути», подписав двухлетний контракт.
Сыграл 24 игр и забил два гола за молодёжную сборную Узбекистана. В мае 2018 года дебютировал за национальную сборную своей страны.